# Puyréaux
Puyréaux és un municipi francès situat al departament del Charente i a la regió de la Nova Aquitània. L'any 2007 tenia 456 habitants.

## Demografia

### Població
El 2007 la població de fet de Puyréaux era de 456 persones. Hi havia 194 famílies de les quals 48 eren unipersonals (20 homes vivint sols i 28 dones vivint soles), 71 parelles sense fills, 63 parelles amb fills i 12 famílies monoparentals amb fills.
La població ha evolucionat segons el següent gràfic:
Habitants censats

### Habitatges
El 2007 hi havia 239 habitatges, 192 eren l'habitatge principal de la família, 37 eren segones residències i 10 estaven desocupats. 234 eren cases i 2 eren apartaments. Dels 192 habitatges principals, 157 estaven ocupats pels seus propietaris, 27 estaven llogats i ocupats pels llogaters i 8 estaven cedits a títol gratuït; 1 tenia una cambra, 10 en tenien dues, 17 en tenien tres, 68 en tenien quatre i 96 en tenien cinc o més. 139 habitatges disposaven pel capbaix d'una plaça de pàrquing. A 70 habitatges hi havia un automòbil i a 105 n'hi havia dos o més.

### Piràmide de població
La piràmide de població per edats i sexe el 2009 era:
| Homes | Edats   | Dones |
| ----- | ------- | ----- |
| 0     | 95 o +  | 0     |
| 4     | 90 a 94 | 4     |
| 0     | 85 a 89 | 4     |
| 4     | 80 a 84 | 4     |
| 16    | 75 a 79 | 8     |
| 8     | 70 a 74 | 28    |
| 12    | 65 a 69 | 0     |
| 8     | 60 a 64 | 12    |
| 8     | 55 a 59 | 8     |
| 28    | 50 a 54 | 24    |
| 4     | 45 a 49 | 16    |
| 4     | 40 a 44 | 12    |
| 8     | 35 a 39 | 12    |
| 12    | 30 a 34 | 8     |
| 20    | 25 a 29 | 24    |
| 8     | 20 a 24 | 8     |
| 8     | 15 a 19 | 8     |
| 8     | 10 a 14 | 8     |
| 12    | 5 a 9   | 4     |
| 16    | 0 a 4   | 8     |

## Economia
El 2007 la població en edat de treballar era de 276 persones, 205 eren actives i 71 eren inactives. De les 205 persones actives 189 estaven ocupades (102 homes i 87 dones) i 17 estaven aturades (7 homes i 10 dones). De les 71 persones inactives 38 estaven jubilades, 13 estaven estudiant i 20 estaven classificades com a «altres inactius».

### Ingressos
El 2009 a Puyréaux hi havia 195 unitats fiscals que integraven 454,5 persones, la mediana anual d'ingressos fiscals per persona era de 17.017 €.

### Activitats econòmiques
Dels 23 establiments que hi havia el 2007, 1 era d'una empresa extractiva, 1 d'una empresa alimentària, 1 d'una empresa de fabricació d'altres productes industrials, 4 d'empreses de construcció, 5 d'empreses de comerç i reparació d'automòbils, 2 d'empreses de transport, 2 d'empreses d'hostatgeria i restauració, 1 d'una empresa de serveis, 3 d'entitats de l'administració pública i 3 d'empreses classificades com a «altres activitats de serveis».
Dels 7 establiments de servei als particulars que hi havia el 2009, 2 eren paletes, 1 guixaire pintor, 1 lampisteria, 1 perruqueria, 1 restaurant i 1 saló de bellesa.
L'únic establiment comercial que hi havia el 2009 era una floristeria.
L'any 2000 a Puyréaux hi havia 16 explotacions agrícoles que ocupaven un total de 436 hectàrees.

## Equipaments sanitaris i escolars
El 2009 hi havia una escola elemental integrada dins d'un grup escolar amb les comunes properes formant una escola dispersa.

## Poblacions més properes
El següent diagrama mostra les poblacions més properes.